# كونراد الأول دوق كارينثيا
كونراد الأول (حوالي. 975 - 12 أو 15 ديسمبر 1011)؛ كان دوق كارينثيا منذ عام 1004 حتى وفاته، وعم الإمبراطور كونراد الثاني، وبذلك ينتمي إلى السلالة السالية.

## سيرة الذاتية
كان الابن الثالث لوالديه أوتو الأول دوق كارينثيا (توفي عام 1004)؛ الذي كان يحكم فورمسجاو في فرانكونيا الراينية وقت ولادته، كان كونراد الأخ الأصغر للكونت هنري شباير (توفي حوالي عام 990)، والد كونراد الثاني أول إمبراطور من الأسرة، وأيضا شقيق برونو (توفي عام 999)؛ الذي كرس نفسها لحياة كنسية وأصبح أول بابا ألماني باسم غريغوري الخامس عام 996، كان جده كونراد الأحمر مؤيدًا مخلصًا لأوتو الأول ملك ألمانيا، وفي المقابل مُنح له دوقية لوثارينجيا (لورين) عام 944، تمكن من توطيد علاقات وثيقة مع سلالة الحاكمة من خلال زواجه من ابنته ليوتجارد عام 947، ومع ذلك تم عزله في عام 953 بعد تورطه في تمرد نسيبه الفاشل ليودولف دوق شوابيا ضد عمه هنري الأول دوق بافاريا.
كان والده أوتو يحكم العديد من جاوات الفرنجية، قد منحت له دوقية كارينثيا لأول مرة في عام 978 من قبل خاله الإمبراطور أوتو الثاني بعد خلع الدوق هنري الأصغر في حرب هنري الثلاث، ظل والده أوتو مؤيدًا لسلالة أوتوية الحاكمة، على الرغم من أنه اضطر إلى التخلي عن الدوقية، عندما تصالحت أرملة الإمبراطور ثيوفانو مع هنري الأصغر في عام 985، لم يتم منحه مرة أخرى كارينثيا وأيضًا تخم فيرونا إلا بعد وفاة الدوق الأوتوني هنري المشاكس في عام 995.
كان كونراد قد عاش بالفعل أكثر من إخوته الأكبر سنًا، كان والده أوتو إحدى المرشحين في الانتخابات الملكية الألمانية عند الوفاة المفاجئة للإمبراطور أوتو الثالث في عام 1002، ولكنه تخلى عن مكانه لصالح الدوق الأوتوني هنري الرابع البافاري نجل الدوق الراحل هنري المشاكس، في ذلك العام أو نحو ذلك تزوج كونراد من ماتيلدا ابنة الدوق هيرمان الثاني من شوابيا منافس هنري البارز، وعلى عكس والده دعم كونراد محاولة هيرمان للحصول على العرش الألماني، ولكن في النهاية تم انتخاب هنري وتُوج ملكًا للرومان (باسم هنري الثاني) في 7 يونيو.
كان لدى كونراد وماتيلدا ولدان:
- كونراد الثاني دوق كارينثيا منذ عام 1036.[2]
- برونو أسقف فورتسبورغ منذ عام 1034.

اعتبر زواج كونراد من ماتيلدا زواجًا بين أقارب وأدانه هنري الثاني (منافس والدها) في مجلس ثيونفيل (يناير 1003)، ومع ذلك ظل الزوجان معًا حتى وفاته في عام 1011.
عندما توفي والده في عام 1004 تمكن ابنه كونراد الوحيد الناجي من خلافته كدوق كارينثيا ومرغريف فيرونا، وبعد وفاته في 1011 تم تجاوز ابنه عن خلافة دوقية كارينثيا، بدلاً من ذلك سلم هنري الثاني ملك ألمانيا الدوقية إلى عديله أدالبرت من إبنشتاين الذي كان متزوجًا من بياتريس شقيقة زوجته ماتيلدا، ودفن كونراد في كاتدرائية فورمس، تزوجت أرملته ماتيلدا ثانيةً من الدوق فريدريك الثاني من لورين (توفي عام 1026) وثالثةً من الكونت الأسكاني إسيكو من بالينشتيدت، وكذلك ستتزوج إحدى شقيقاتها جيزيلا من ابن شقيقه الإمبراطور كونراد الثاني.